# Madagaszkár címere

Madagaszkár címere

Madagaszkár címere egy kör alakú, sárga korong, közepén egy fehér korongon a sziget vörös színű térképével. A korong felett zöld bambuszlevelek, alatta pedig egy vörös színű bikafej látható. A sárga korong felső részén az ország teljes neve olvasható malgas nyelven, fekete betűkkel, míg alsó szélén zöld koszorút helyeztek el, amelyen egy fehér szalagon olvasható az ország mottója: „Tanindrazana, Fahafahana, Fahamarinana” (Haza, szabadság, igazság). A jelképet 1992-ben fogadták el.